# پتی یاسوتاکه
پتی یاسوتاکه (به انگلیسی: Patti Yasutake) (زادهٔ ۶ سپتامبر ۱۹۵۳ – درگذشتهٔ  ۵ اوت ۲۰۲۴) بازیگر آمریکایی بود.
از فیلم‌هایی که وی در آنها نقش داشته است می‌توان به گانگ هو، آخر خوشگل‌ها اشاره کرد.